# I-TALD

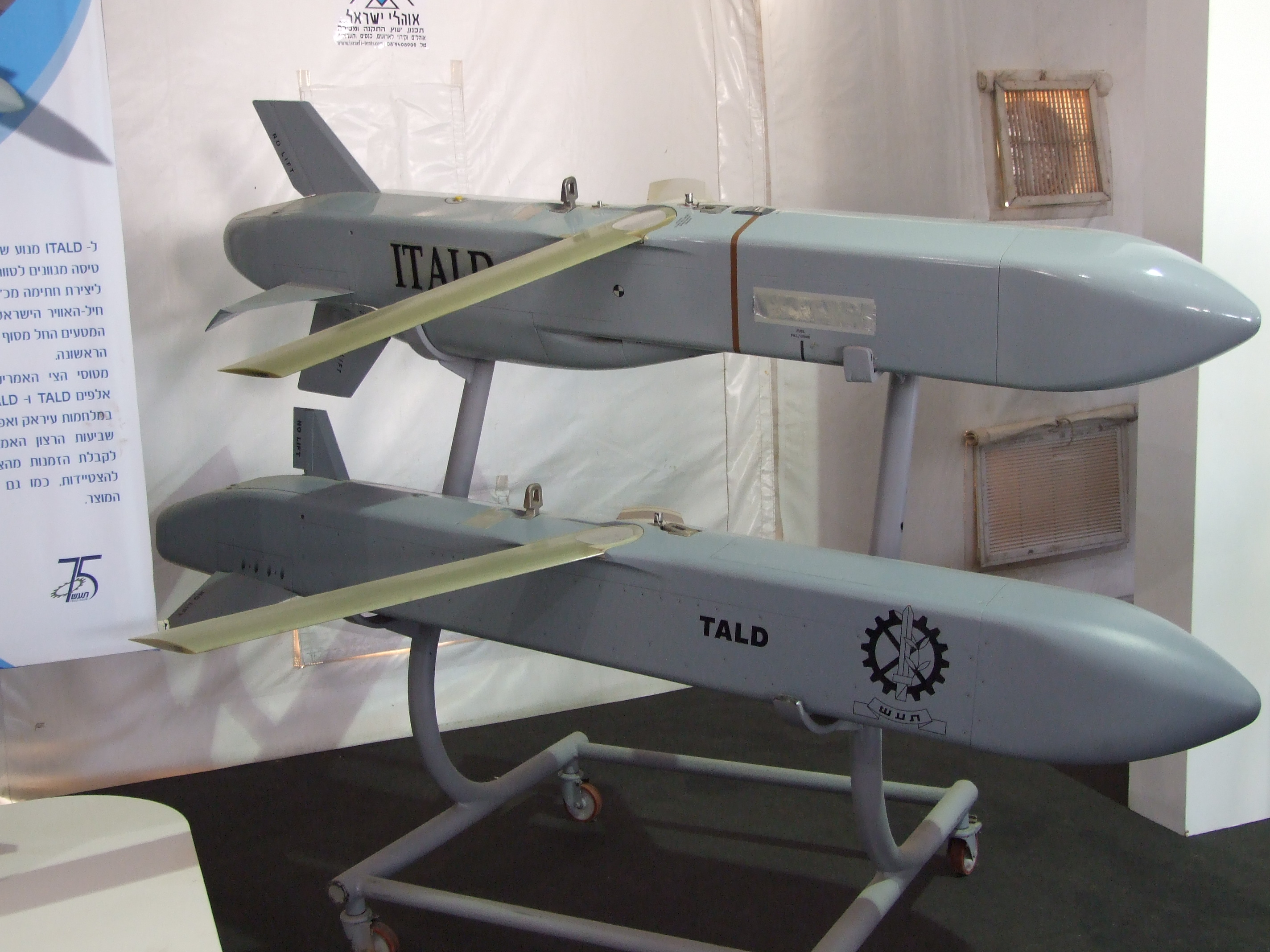
TALD и I-TALD.

I-TALD (общевойсковой индекс в США — ADM-141) — ложная цель-имитатор крылатой ракеты, исходно разработанная американской корпорацией Brunswick Corporation для Военно-воздушных сил США. Позже, был создан совместный американо-израильский производственный консорциум, в котором с израильской стороны участвовала компания Israel Military Industries (IMI), занимающаяся серийным производством ЛЦ в Израиле и работами по модернизации. Позволяет имитировать полёт боевого самолёта. Предназначена для дезориентации средств ПВО и ПРО. Поставляется в США с 1996 года.

## Лётно-технические характеристики
- Дальность — 300 км,
- Продолжительность нахождения в воздухе — 35 минут
- Скорость — 900 км/ч
- Высота полёта — 150…9150 м